# Loxandrus contumax
Loxandrus contumax är en skalbaggsart som beskrevs av Thomas Casey. Loxandrus contumax ingår i släktet Loxandrus och familjen jordlöpare. Inga underarter finns listade i Catalogue of Life.